# Marion Giebel
Marion Giebel, geborene Müller (* 1939 in Frankfurt am Main), ist eine deutsche Altphilologin sowie Verlagslektorin, Autorin, Übersetzerin und Herausgeberin auf dem Gebiet der antiken griechisch-römischen Literatur.
Nach dem Studium der Klassischen Philologie und der Germanistik wurde Marion Giebel (unter dem Namen Marion Müller) 1965 in Frankfurt bei Harald Patzer mit einer Dissertation über Athene als göttliche Helferin in der Odyssee promoviert. Anschließend absolvierte sie eine Verlagsausbildung und gab als Verlagslektorin antike und deutsche Literatur heraus. Daran schloss sie eine freiberufliche Tätigkeit als Wissenschaftsautorin sowie als Übersetzerin und Herausgeberin an. Diese begleitete sie regelmäßig mit Rundfunksendungen und Veranstaltungen an Volkshochschulen. Sie lebt bei München.
Bekannt ist sie vor allem für ihre in der Reihe der Monographien im Rowohlt Verlag erschienenen Biographien und ihre Editionen und Übersetzungen griechischer und lateinischer Texte (Sophokles, Plutarch, Musaios; Livius, Cicero, Augustus, Velleius Paterculus, Seneca, Quintilian, Plinius der Jüngere, Sueton) sowie verschiedene Publikationen zu antiken Sachthemen (das Orakel von Delphi, Reisen, antike Mysterienkulte, Tiere, Träume, Gärten, literarischer Führer durch Italien) und verschiedene Florilegien.
2018 erhielt Marion Giebel den Alternativen Übersetzerpreis, gestiftet von dem Verleger Dirk Ippen. 2019 wurde ihr die Pegasus-Nadel des Deutschen Altphilologenverbands verliehen. Die Auszeichnung würdigt ihre herausragende Leistung, den Menschen von heute Kultur und Literatur der Griechen und Römer in zahllosen Publikationen anschaulich und erstaunlich gegenwartsbezogen zugänglich zu machen.

## Schriften (Auswahl)
Dissertation
- Athene als göttliche Helferin in der Odyssee. Untersuchungen zur epischen Aristie. Heidelberg 1966 (Dissertation Frankfurt am Main 1965, als Marion Müller).

Rowohlts Monographien. Mit Selbstzeugnissen und Bilddokumenten. Rowohlt Verlag, Reinbek
- Cicero (1977)
- Sappho (1980)
- Augustus (1984)
- Vergil (1986)
- Ovid (1991)
- Seneca (1997)

Weitere Biographie
- Kaiser Julian Apostata. Die Wiederkehr der alten Götter. Artemis & Winkler, Düsseldorf-Zürich 2002.

Ein-, zwei- und dreisprachige Ausgaben mit Erläuterungen, darunter
- Augustus, Res gestae – Tatenbericht (Monumentum Ancyranum). Lat./Gr./Dt. Reclam, Stuttgart 1975.
- Plutarch, Alexander – Caesar. Reclam, Stuttgart 1980, bibliographisch ergänzte Ausgabe 2004.
- Homer, Ilias. Übersetzung von Johann Heinrich Voß, Nachwort und Anmerkungen von Marion Giebel. Goldmann Verlag, München 1980.
- Homer, Odyssee. Übersetzung von Johann Heinrich Voß, Nachwort und Anmerkungen von Marion Giebel. Goldmann Verlag, München 1980.
- Velleius Paterculus, Historia Romana. Römische Geschichte. Lat./dt. Reclam, Stuttgart 1989, bibliographisch ergänzte Ausgabe 1998.
- Sophokles, Antigone. Erläuterungen und Dokumente. Reclam, Stuttgart 1992.
- Plinius, Epistulae – Sämtliche Briefe . Lat./Dt. Übersetzt und herausgegeben von Heribert Philips und Marion Giebel, Nachwort von Wilhelm Kierdorf, Reclam, Stuttgart 1998, 2010, 2012.
- Seneca, Das Leben ist kurz! Reclam, Stuttgart 2007.
- Musaios, Hero und Leander. Insel Verlag, Frankfurt am Main und Leipzig 2009.
- Cicero, Keine Angst vor dem Älterwerden! Reclam, Stuttgart 2010.
- Seneca, Briefe an Lucilius über Ethik, Gesamtausgabe in 2 Teilen. Hrsg., Komm. und Nachwort: Marion Giebel, Übers.:  Heinz Gunermann, Franz Loretto, Rainer Rauthe. Lat./Dt. Reclam, Stuttgart 2014, 2018.
- Livius, Ab urbe condita. Libri I – V – Römische Geschichte. 1. – 5. Buch. Lat./Dt. Übersetzt von Robert Feger, Ludwig Fladerer und Marion Giebel, Hrsg.,Komm. und Nachwort: Marion Giebel Reclam, Stuttgart 2015.
- Marcus Tullius Cicero, Laelius de amicitia – Laelius über die Freundschaft. Lat./Dt. Reclam, Stuttgart 2015.
- Plutarch, Darf man Tiere essen? Gedanken aus der Antike. Reclam, Stuttgart 2015.
- Plutarch, Glücklichsein – Denkanstöße aus der Antike. Reclam, Stuttgart 2018.
- Plutarch, Arbeiten im Alter? – Denkanstöße aus der Antike. Reclam, Stuttgart 2019.
- Seneca, Wie viel Luxus braucht der Mensch? – Was bedeutet das alles? Reclam, Stuttgart 2020.
- Cicero,  Reden gegen Verres.  Lat./dt. Gesamtausgabe. Übers. Gerhard Krüger, Anm. und Nachw. Gerhard Krüger; Marion Giebel. Reclam, Stuttgart 2020.
- Julian Apostata, Rede zu Ehren der Kaiserin Eusebia. Zweisprachige Ausgabe. Speyer 2021. ISBN 978-3-939526-44-5
- Plutarch, Wie man den Zorn besiegt, Reclam, Stuttgart 2023.
- Apuleius, Das Märchen von Amor und Psyche. Zweisprachige Ausgabe. Speyer 2023. ISBN 978-3-939526-56-8

Sachthemen
- Das Geheimnis der Mysterien. Antike Kulte in Rom, Griechenland und Ägypten. Zürich-München 1990, ND Düsseldorf-Zürich 2000.
- Reisen in der Antike. Düsseldorf-Zürich 1999.
- Das Orakel von Delphi. Geschichte und Texte. Gr./Lat./Dt. Reclam, Stuttgart 2001.
- Tiere in der Antike. Darmstadt-Stuttgart 2003.
- Träume in der Antike. Reclam, Stuttgart 2006.
- Dichter Kaiser Philosophen. Ein literarischer Führer durch das antike Italien. Reclam, Stuttgart 2007
- Rosen und Reben. Gärten in der Antike. Primus-WBG, Darmstadt 2011.

Florilegien
- Cicero zum Vergnügen. Eine Auswahl aus seinen Werken und Briefen. Reclam, Stuttgart 1997.
- Seneca zum Vergnügen. Eine Auswahl aus seinen Werken und Briefen. Reclam, Stuttgart 2014.
- Vade mecum. Homer, Cicero & Co. für unterwegs. Reclam, Stuttgart 2015.
- Durch das Jahr mit der Antike. Oppenheim 2023.
- Homer Ilias. Die berühmtesten Stellen. Übersetzt von Roland Hampe. Ausgewählt und herausgegeben von Marion Giebel. Reclam, Stuttgart 2023.
- Homer Odyssee. Die berühmtesten Stellen. Übersetzt von Roland Hampe. Ausgewählt und herausgegeben von Marion Giebel. Reclam, Stuttgart 2023.